# Witwenpalais (Graz)

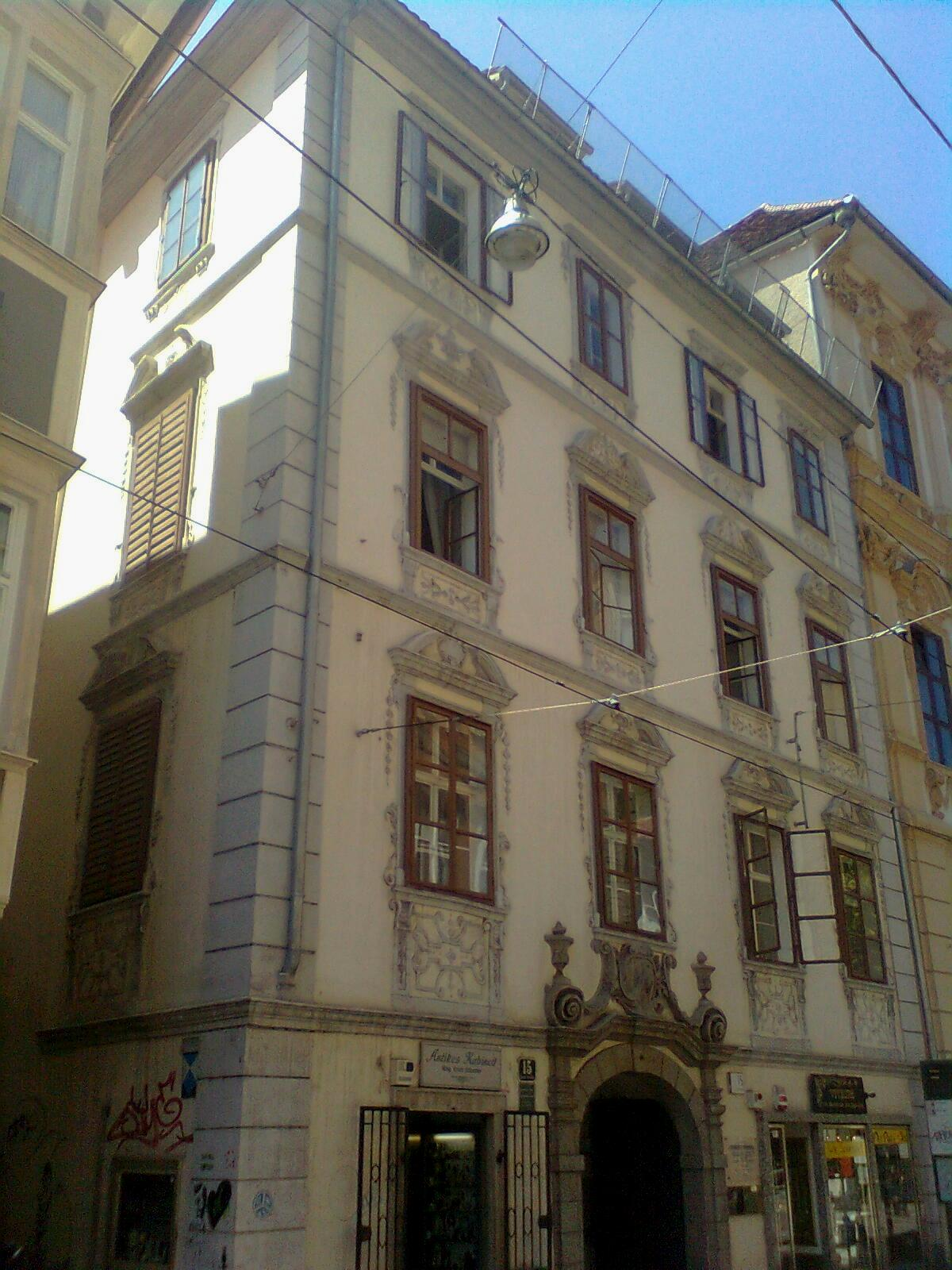
Witwenpalais

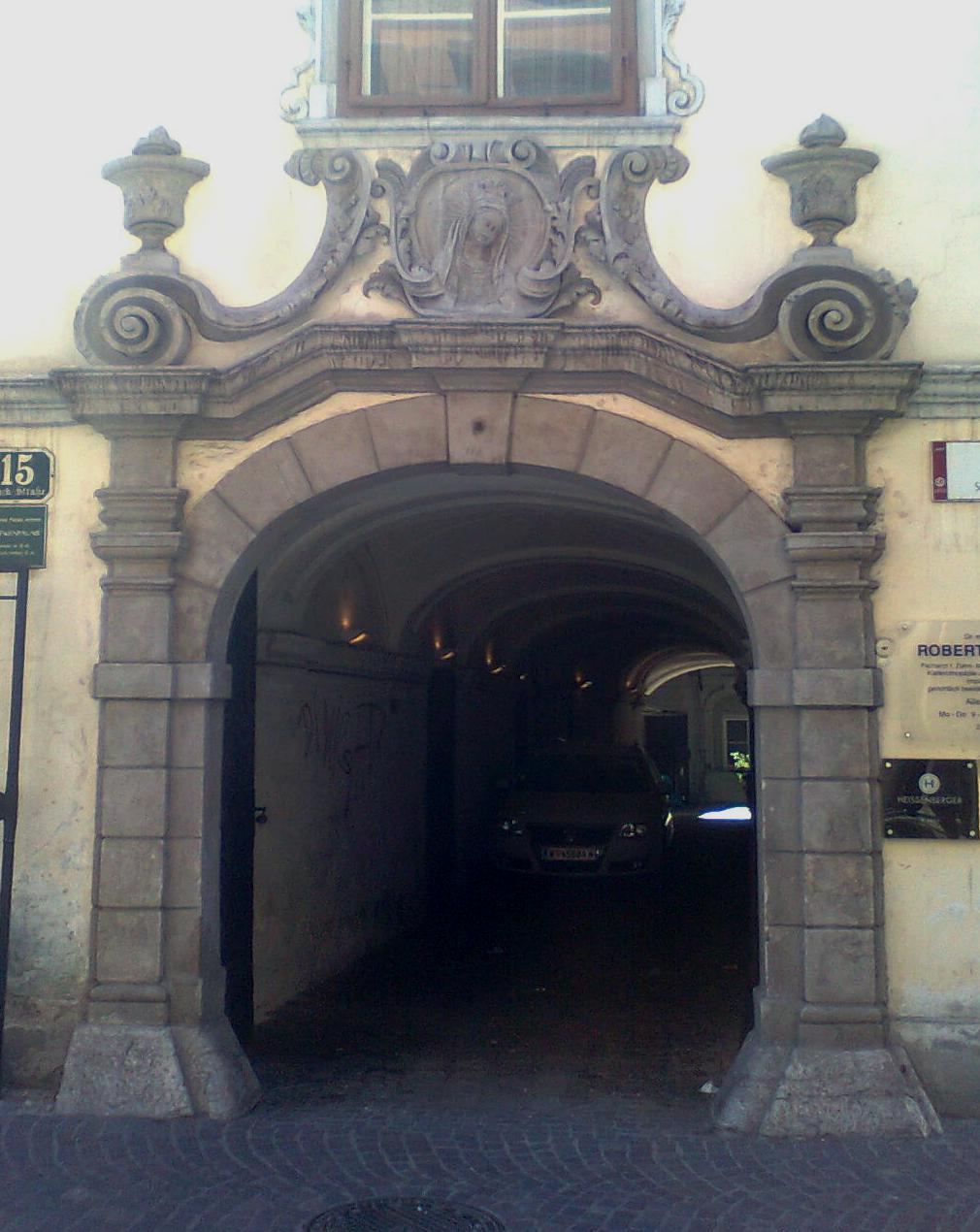
Portal des Witwenpalais

Das sogenannte Kleine Palais Attems, auch Witwenpalais genannt, befindet sich in der Sackstraße im ersten Stadtbezirk Innere Stadt in Graz, Hausnummer 15. Im 17./18. Jahrhundert erbaut, schließt das Witwenpalais direkt an das Palais Attems, Sackstraße 17, das bedeutendste Adelspalais der Steiermark. Es diente als Witwenpalais für die jeweilige Witwe des Fideicomissbesitzers des Palais Attems.

## Geschichte
Das Witwenpalais wurde im 16. Jahrhundert an jener Stelle errichtet, an der sich eine bürgerliche Hofstätte befand. Der ursprüngliche Grundriss mit dem Vorderhaus, den seitlichen Stallungen und dem Hinterhaus um den Innenhof ist heute noch zu erkennen. Im Jahr 1596 wird das Gebäude, das den Erben Georg Püchlers gehörte, im städtischen Hofquartierbuch genannt.
Nachher wechselten seine Besitzer mehrmals, bis es am Ende des 17. Jahrhunderts in den Besitz der Familie Kalchhammer gelangte und 1744 von Ferdinand Josef von Thinfeld erworben wurde. Wenige Jahre später wurde das Bauwerk 1757 an den Grafen Ignaz Maria II. von Attems verkauft. Es diente fortan als Witwenpalais für den Eigentümer des benachbarten Palais Attems.
Ab 1757 erfolgten Umgestaltungen in der Einfahrt und am Stiegenhaus, die von Josef Hueber geleitet wurden. 1858 ließ Graf Ignaz Maria III. von Attems vom Baumeister Carl Ohmeyer ein drittes Obergeschoß und einen neuen Dachaufbau aufsetzen. Die Fassadengestaltung wurde der bereits bestehenden angeglichen. Die Familie Attems war bis 1955 im Besitz des Witwenpalais, das an die Firma Wertheimer verkauft wurde. Es folgte eine umfangreiche Renovierung mit einigen baulichen Veränderungen. Der hölzerne Balkonanbau im ersten Stockwerk wurde entfernt und stattdessen wurde der barocke Laufgang wiederhergestellt. Seit 2011 ist das Palais Eigentum der Familie Wabitsch.

## Architektur und Gestaltung
Der vornehme viergeschoßige Bau mit schmalem und tief gestrecktem Grundriss wurde im 18. Jahrhundert errichtet und weist eine barocke Außenfassade und eine barocke Inneneinrichtung auf.
Die Fassade stammt aus den Jahren 1715 und 1720 und ist mit Stuck in der Form von Laub-, Band- und Gitterwerkornamenten verziert. Das Portal besitzt blechbeschlagene Torflügel aus der zweiten Hälfte des 18. Jahrhunderts. Über dem Torbogen befindet sich eine Kartusche mit der reliefartigen Darstellung der „Maria im Strahlenkranz“ (um 1720). Sie ist von Schneckenvoluten umgeben und wird von zwei Steinvasen flankiert. Durch eine platzlgewölbte Einfahrt mit Stöckelpflasterung erreicht man den kleinen Innenhof.
Die weite Haupttreppe war mit großen Wandgemälden von Giovanni Pietro de Pomis ausgeschmückt, die Szenen aus der österreichischen Geschichte darstellten.
Das mit Rokoko-Stuck geschmückte Stiegenhaus wurde in der Mitte des 18. Jahrhunderts errichtet. 1955 wurden im ersten Stockwerk Stuckdecken freigelegt und gereinigt. Im zweiten Obergeschoß steht ein dekorierter Barockkamin aus farbigem Stuckmarmor mit Kacheln nach Delfter Manier (1710/20).